# 2022年冬季残疾人奥林匹克运动会英国代表团
2022年冬季残疾人奥林匹克运动会英国代表团是英国派出的2022年冬季残疾人奥林匹克运动会代表团。获得1枚金牌、1枚银牌和4枚铜牌。